# La República Federal: órgano del Centro Republicano Democrático Federal
La República Federal va ser una publicació periòdica reusenca de tendència republicana federal que va aparèixer el 23 de gener de 1892. Va desaparèixer a finals del 1893, quan les dues branques federals que existien a Reus es van fusionar i van acordar publicar conjuntament La Autonomía.

## Context històric
Dins de la ideologia del Partit Republicà Federal a Reus hi havia dues tendències: els seguidors de Pi i Margall i la que defensava les idees d'Estanislau Figueres, promogudes al territori per Francesc Rispa. L'any 1889 van buscar una reunificació per reorganitzar el partit i van crear un comitè per confeccionar un cens de militants buscant la convergència de les diferents famílies republicanes, en línia amb l'esforç coalicionista que es vivia a la resta de l'estat on s'intentava agrupar tota l'esquerra federal i progressista. Però l'any 1890 es van escindir altre cop els dos grups federals, i es van dividir entre progressistes i orgànics. Els seguidors de Pi i Margall van publicar més endavant La Autonomía i els orgànics El Coalicionista periòdics que van polemitzar llargament entre ells. Durant els anys 1892 i 1893 les postures de les dues fraccions republicanes federals eren tenses cosa que els va impedir de concórrer plegats a les eleccions. Mentre els federals orgànics van veure com desapareixia el seu periòdic El Coalicionista, els pactistes van organitzar un Centre Federal amb el nom de Centro Republicano Democrático Federal, i van substituir el seu periòdic La Autonomia per La República Federal. Però en realitat cap dels dos grups tenia gaire incidència a la vida reusenca. A nivell estatal hi va haver una gran coalició republicana que va desvetllar grans entusiasmes, i a les eleccions del març de 1883 es va produir a Reus la unió entre els dos sectors federalistes. Però immediatament després de les eleccions, la coalició estatal es va trencar, i els personalismes i les diferències estratègiques van dissoldre l'acord. A Reus, no va ser fins al gener de 1894 quan va reaparèixer el setmanari La Autonomia, i no com a publicació del partit federal sinó com a defensora del "partit únic".

## La publicació
Es proclamaven seguidors de Pi i Margall. El primer número va sortir el 23 de gener de 1892 i el director n'era Ramon Copons Sivit. L'equip de redacció estava format per redactors de La Autonomia i per noves incorporacions del Centre Federal. Hi trobem a Josep Mercadé Martí, Joan Arbós Aleu, Antoni Rossell, Pau Olivella, Ignasi Bo i Singla, Joan Freixa Cuxí, Cristóbal Litrán i algunes persones vinculades amb el Grup modernista de Reus, com ara Josep Aladern. També hi va publicar articles Joan Montseny. Incloïen a la publicació escrits teòrics de Pi i Margall.
Van treure alguns números especials per commemorar certes efemèrides, com ara l'11 de febrer de 1892 celebrant la proclamació de la Primera República l'any 1873, i el 14 de juliol d'aquell any recordaven la Presa de la Bastilla el 14 de juliol de 1789. Els articles que publicava eren de contingut ideològic, i polemitzava amb altres periòdics locals, sobretot amb Las Circunstancias, el Diario de Reus i Lo Somatent. Van publicar també diversos fulletons, un amb la constitució federal de Suïssa i altres sobre propostes de constitucions com ara un «Projecte de Constitució pera l'Estat Català, aprobat per lo Congrés Regional de Catalunya lo 2 de maig de 1883».

### Característiques tècniques
El format va variar al llarg del temps, i sortia primer mensualment de forma irregular. Però a partir del 5 d'agost de 1893 va sortir setmanalment. El preu era de conc cèntims, i tenia vuit pàgines. La publicació es venia a la seu del partit, al carrer de Vallroquetes núm. 16, i tenia com a punt de subscripció el quiosc de Pau Bolart. El primer impressor va ser Josep Maria Sabater, i després, canviant també de format, el va imprimir Celestí Ferrando.